# Allériot
Allériot est une commune française située dans le département de Saône-et-Loire en région Bourgogne-Franche-Comté.

## Géographie
Allériot fait partie de la Bresse. Elle s'étend sur les bords de Saône, à 10 km à l'est de Chalon-sur-Saône.

### Communes limitrophes
Types de sol à Allériot :
À Allériot se trouvent plusieurs types de sol :
- Le long de la Saône se trouve un sol plutôt argileux et il y a principalement des prairies et des cultures
- En remontant un peu se trouve un sol dit de « Vallons de la Bresse châlonnaise », il  s’y trouve principalement des prairies et des cultures
- Encore plus haut, le sol est un sol dit de « Plateaux limoneux de la Bresse châlonnaise a dominante forestière » (cultures en périphérie des massifs forestiers)

## Économie

### Climat
Pour des articles plus généraux, voir Climat de la Bourgogne-Franche-Comté et Climat de Saône-et-Loire.
En 2010, le climat de la commune est de type climat océanique dégradé des plaines du Centre et du Nord, selon une étude du Centre national de la recherche scientifique s'appuyant sur une série de données couvrant la période 1971-2000. En 2020, Météo-France publie une typologie des climats de la France métropolitaine dans laquelle la commune est dans une zone de transition entre le climat océanique altéré et le climat océanique altéré et est dans la région climatique Bourgogne, vallée de la Saône, caractérisée par un bon ensoleillement (1 900 h/an), un été chaud (18,5 °C), un air sec au printemps et en été et des vents faibles.
Pour la période 1971-2000, la température annuelle moyenne est de 11 °C, avec une amplitude thermique annuelle de 18,1 °C. Le cumul annuel moyen de précipitations est de 822 mm, avec 11 jours de précipitations en janvier et 7,4 jours en juillet. Pour la période 1991-2020, la température moyenne annuelle observée sur la station météorologique de Météo-France la plus proche, « Saint-Marcel », sur la commune de Saint-Marcel à 6 km à vol d'oiseau, est de 12,3 °C et le cumul annuel moyen de précipitations est de 818,4 mm. 
La température maximale relevée sur cette station est de 41,8 °C, atteinte le 12 août 2003 ; la température minimale est de −20 °C, atteinte le 16 janvier 1985,,.
Les paramètres climatiques de la commune ont été estimés pour le milieu du siècle (2041-2070) selon différents scénarios d'émission de gaz à effet de serre à partir des nouvelles projections climatiques de référence DRIAS-2020. Ils sont consultables sur un site dédié publié par Météo-France en novembre 2022.

## Urbanisme

### Typologie
Au 1er janvier 2024, Allériot est catégorisée bourg rural, selon la nouvelle grille communale de densité à sept niveaux définie par l'Insee en 2022.
Elle est située hors unité urbaine. Par ailleurs la commune fait partie de l'aire d'attraction de Chalon-sur-Saône, dont elle est une commune de la couronne,. Cette aire, qui regroupe 109 communes, est catégorisée dans les aires de 50 000 à moins de 200 000 habitants,.

### Occupation des sols
L'occupation des sols de la commune, telle qu'elle ressort de la base de données européenne d’occupation biophysique des sols Corine Land Cover (CLC), est marquée par l'importance des territoires agricoles (61,6 % en 2018), une proportion sensiblement équivalente à celle de 1990 (62,1 %). La répartition détaillée en 2018 est la suivante : forêts (28,3 %), zones agricoles hétérogènes (27,4 %), terres arables (26,3 %), prairies (7,9 %), zones urbanisées (7,1 %), eaux continentales (2,4 %), milieux à végétation arbustive et/ou herbacée (0,6 %). L'évolution de l’occupation des sols de la commune et de ses infrastructures peut être observée sur les différentes représentations cartographiques du territoire : la carte de Cassini (XVIIIe siècle), la carte d'état-major (1820-1866) et les cartes ou photos aériennes de l'IGN pour la période actuelle (1950 à aujourd'hui).

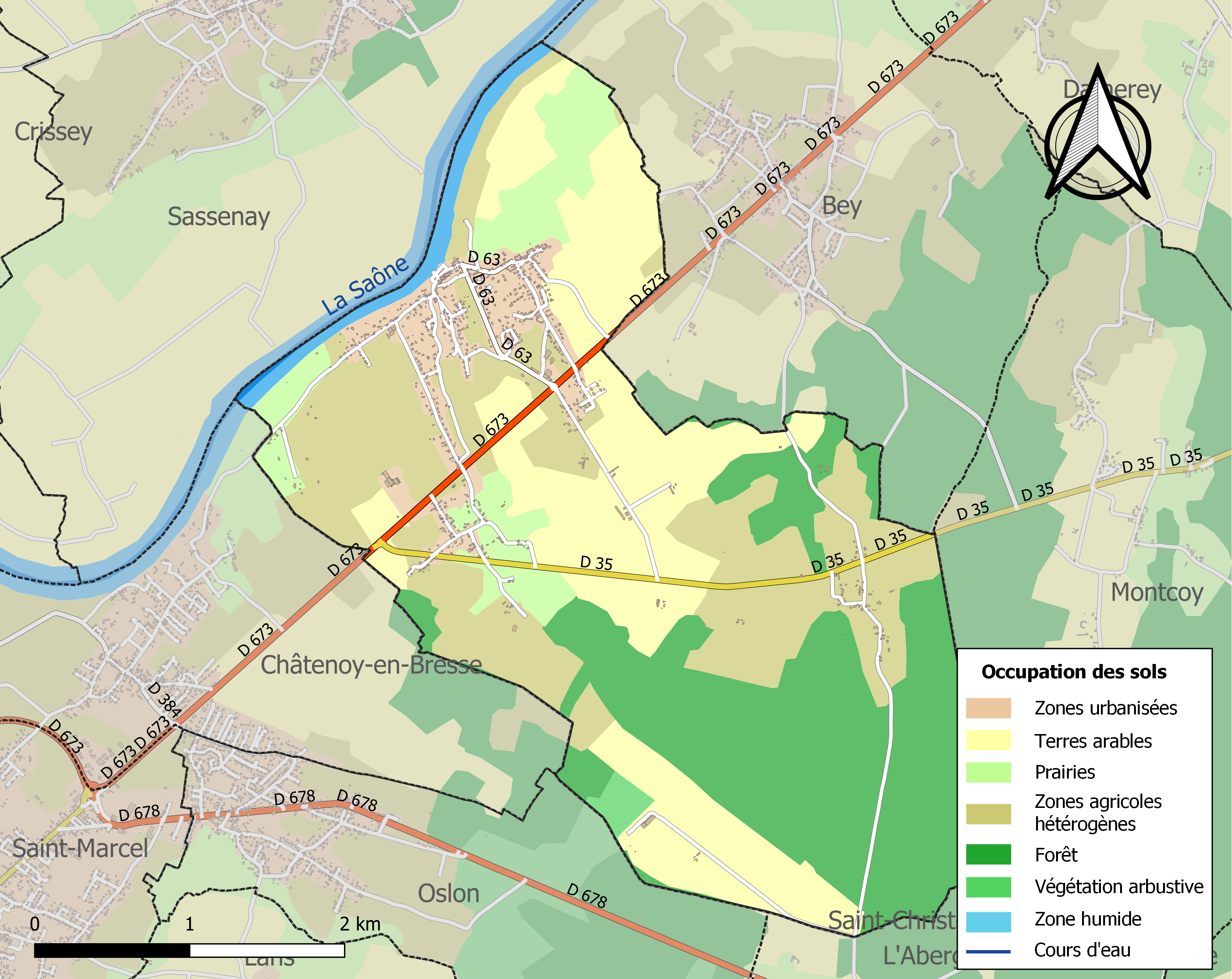
Carte des infrastructures et de l'occupation des sols de la commune en 2018 (CLC).

## Histoire
Le village d’Allériot est mentionné dès 577 dans une charte du roi Gontran, fondateur de l’abbaye de Saint-Marcel.

## Politique et administration

### Tendances politiques et résultats

#### Élections présidentielles
Le village d'Allériot place en tête à l'issue du premier tour de l'élection présidentielle française de 2017, Marine Le Pen (RN) avec 25,38 % des suffrages. Mais lors du second tour, Emmanuel Macron (LaREM) est en tête avec 58,09 %.

#### Élections législatives
Le village d'Allériot faisant partie de la quatrième circonscription de Saône-et-Loire, place lors du 1er tour des élections législatives françaises de 2017, Catherine GABRELLE (LREM) avec 32,54 % des suffrages. Mais lors du second tour, il s'agit de Cécile Untermaier (PS) qui arrive en tête avec 50,31 % des suffrages.
Lors du 1er tour des élections législatives françaises de 2022, Cécile Untermaier (PS), députée sortante, arrive en tête avec 29,58 % des suffrages comme lors du second tour, avec cette fois-ci, 55,56 % des suffrages.

#### Élections régionales
Le village de Allériot place la liste "Pour la Bourgogne et la Franche-Comté" menée par Gilles Platret (LR) en tête, dès le 1er tour des élections régionales de 2021 en Bourgogne-Franche-Comté, avec 28,43 % des suffrages. Lors du second tour, les habitants décideront de placer la liste de "Notre Région Par Cœur" menée par Marie-Guite Dufay, présidente sortante (PS) en tête, avec cette fois-ci, près de 37,22 % des suffrages. Devant les autres listes menées par Gilles Platret (LR) en seconde position avec 34,95 %, Julien Odoul (RN), troisième avec 16,18 % et en dernière position celle de Denis Thuriot (LaREM) avec 11,65 %. Il est important de souligner une abstention record lors de ces élections qui n'ont pas épargné le village de Allériot avec lors du premier tour 63,68 % d'abstention et au second, 62,40 %.

#### Élections départementales
Le village de Allériot faisant partie du canton d'Ouroux-sur-Saône place le binôme de Jean-Michel DESMARD (DVD) et Elisabeth ROBLOT (DVD), en tête, dès le 1er tour des élections départementales de 2021 en Saône-et-Loire avec 73,90 % des suffrages. Lors du second tour, les habitants décideront de placer de nouveau le binôme de Jean-Michel DESMARD (DVD) et Elisabeth ROBLOT (DVD), en tête, avec cette fois-ci, près de 76,41 % des suffrages. Devant l'autre binôme menée par Valérie Deloge (RN) et Alain TAULIN (RN) qui obtient 23,59 %. Il est important de souligner une abstention record lors de ces élections qui n'ont pas épargné le village de Allériot avec lors du premier tour 63,68 % d'abstention et au second 62,51 %.

### Liste des maires de Allériot
| Période                                  | Période   | Identité         | Étiquette | Qualité                                             |
| ---------------------------------------- | --------- | ---------------- | --------- | --------------------------------------------------- |
| mars 1983                                | juin 1995 | Jean Garnier     | Gauche    | Directeur d'école                                   |
| juin 1995                                | mars 2008 | Marc Basset      | PCF       |                                                     |
| mars 2008                                | mars 2014 | Albert Bourgogne |           |                                                     |
| mars 2014                                | en cours  | Brigitte Béal    |           | Présidente de la communauté de communes depuis 2020 |
| Les données manquantes sont à compléter. |           |                  |           |                                                     |

## Population et société

### Démographie
Les habitants sont nommés les Allériotais, Allériotois

L'évolution du nombre d'habitants est connue à travers les recensements de la population effectués dans la commune depuis 1793. Pour les communes de moins de 10 000 habitants, une enquête de recensement portant sur toute la population est réalisée tous les cinq ans, les populations de référence des années intermédiaires étant quant à elles estimées par interpolation ou extrapolation. Pour la commune, le premier recensement exhaustif entrant dans le cadre du nouveau dispositif a été réalisé en 2006.

En 2022, la commune comptait 1 162 habitants, en évolution de +2,02 % par rapport à 2016 (Saône-et-Loire : −1,06 %, France hors Mayotte : +2,11 %).
| 1793 | 1800 | 1806 | 1821 | 1831 | 1836 | 1841 | 1846 | 1851 |
| ---- | ---- | ---- | ---- | ---- | ---- | ---- | ---- | ---- |
| 400  | 440  | 439  | 452  | 476  | 541  | 573  | 576  | 584  |

| 1856 | 1861 | 1866 | 1872 | 1876 | 1881 | 1886 | 1891 | 1896 |
| ---- | ---- | ---- | ---- | ---- | ---- | ---- | ---- | ---- |
| 621  | 628  | 600  | 587  | 565  | 560  | 557  | 509  | 512  |

| 1901 | 1906 | 1911 | 1921 | 1926 | 1931 | 1936 | 1946 | 1954 |
| ---- | ---- | ---- | ---- | ---- | ---- | ---- | ---- | ---- |
| 493  | 464  | 477  | 441  | 431  | 423  | 376  | 367  | 365  |

| 1962 | 1968 | 1975 | 1982 | 1990 | 1999 | 2006 | 2011 | 2016  |
| ---- | ---- | ---- | ---- | ---- | ---- | ---- | ---- | ----- |
| 388  | 384  | 439  | 615  | 737  | 814  | 903  | 997  | 1 139 |

| 2021  | 2022  | - | - | - | - | - | - | - |
| ----- | ----- | - | - | - | - | - | - | - |
| 1 163 | 1 162 | - | - | - | - | - | - | - |

## Culture locale et patrimoine

### Lieux et monuments
- L'église Saint-Martin, de style néo-roman pour la nef et néogothique pour le transept et le chœur, antérieure au XVe siècle mais qui a été modifiée et agrandie au XIXe par une emprise sur l’ancien cimetière. Elle est constituée d’une nef voutée à trois travées. Le clocher quadragulaire s’élève sur la travée du chœur et abrite deux cloches fondues avant la Révolution, l'une de 1552 et l'autre de 1768[27]. Le tympan est sculpté d’une représentation de saint Martin[28].
- Le lavoir de Montagny :                                             En juillet 1826, les habitants du hameau désireux de pouvoir disposer d’un lavoir, ont été contraints de vendre environ 8 ha de bois soit un quart de leurs réserves. Le devis des travaux de ce lavoir est daté de 1828 pour un montant de 2676,50 francs. Principales caractéristiques :   bassin de forme circulaire avec un diamètre intérieur de 3,30 m, banquette de 40 cm de large, mur octogonal avec 8 poteaux, maçonnerie en moellons de Chagny et charpente en chêne. ~1860~, il ne pouvait plus servir car le bassin de pierre était brisé. Le devis des réparations signé GAUDILLERE s’élevait à 600 Francs. Mais les travaux ont été adjugés seulement deux ans plus tard un sieur BONNARDIN  entrepreneur aux « eschavannes » ~1877~, de nouvelles réparations ont été nécessaires et les habitants ont lancé une souscription, la commune se chargeant uniquement du paiement de la main-d’œuvre. ~1911-1912~, les bancs à laver en pierre sont démolis et remplacés par des bancs en monolithe de gravier. ~1966~, l’eau coule enfin aux robinets du village. ~2000-2002~, des travaux de rénovation sont effectués par les entreprises Bonin et fils de Saint-Martin en Bresse et Sarrazin de Bey avec pour effet visible la suppression du galandage la réception a eu lieu le 5 juin 2002.

## Pour approfondir